# موسيقى خليجية
تعتبر الموسيقى الخليجية والفن الخليجي نوع من أنواع الموسيقى العربية، تتميز عن غيرها من أنواع الموسيقى العربية بالآلات المستخدمة، الإيقاعات، أسلوب التأليف الموسيقي وطريقة الغناء باللهجة الخليجية. من أهم أنواع الموسيقى الخليجية هو فن الطنبورة.